# Station Cam and Dursley
Cam and Dursley is een spoorwegstation van National Rail in Coaley, Stroud in Engeland. Het station is eigendom van Network Rail en wordt beheerd door Great Western Railway.